# Dorothea Rosa Herliany
Dorothea Rosa Herliany (* 20. Oktober 1963 in Magelang, Indonesien) ist eine indonesische Schriftstellerin.

## Leistungen
Herliany gilt als bedeutendste zeitgenössische indonesische Lyrikerin. Sie spricht Javanisch, schreibt jedoch in der allgemeinen Landessprache Bahasa Indonesia und gilt als stilbildend für die postmoderne Lyrik ihres Landes. Für ihr in mehrere Sprachen übersetztes lyrisches Werk wurden ihr unter anderem der Literaturpreis des Umweltministeriums (1994), der Poesiepreis des Jakarta Arts Councils (2000), der Jahrespreis des Nationalen Sprachzentrums (2003) und 2006 der renommierteste indonesische Literaturpreis, der Khatulistiwa Literary Award, verliehen. Ein wichtiges Thema ihrer Lyrik sind Frauen als Opfer von Gewalt, bzw. gesellschaftliche Gewalt aus weiblicher Perspektive. Nicht zuletzt deshalb wurde Herlianys Werk von der Literaturkritik immer wieder als „feministisch“ oder „antipatriarchalisch“ verstanden, was sie selbst jedoch ausdrücklich nicht für sich in Anspruch nimmt.
Seit Ende der Neunzigerjahre schreibt sie vermehrt auch Prosa – Essays, Kurzgeschichten und Erzählungen sowie Kunst- und Theaterkritik – und widmet sich der Sammlung und literarischen Aufbereitung von Volkspoesie, Märchen und Legenden ihres vielsprachigen und multikulturellen Heimatlandes Indonesien. Bis 2008 leitete sie zudem ein soziokulturelles Forschungs- und Dokumentationszentrum und den renommierten IndonesiaTera-Verlag in Magelang.
Eine Reihe ihrer Gedichte und Kurzerzählungen liegen auch in englischer und deutscher Übersetzung vor. Im Oktober 2015 erschien mit „Hochzeit der Messer“ ein von Herliany zusammengestellter Gedichtband in der Übersetzung von Ulrike Draesner und Brigitte Oleschinski im Verlagshaus Berlin.
Herliany hat vielfach an Literaturfestivals, u. a. auch in Deutschland, teilgenommen. Im Jahre 2009 war sie als Stipendiatin Gast im Heinrich-Böll-Haus in Langenbroich/Eifel.

## Werke
- Schenk mir alles, was die Männer nicht besitzen. bilingual und multimedial dargebotene Gegenwartslyrik einer indonesischen Autorin, ulme-mini-verlag Multimedia, ISBN 978-3-940080-10-3.
- Das Land des Andersseins. und Wellen von Wut und Schmerz. in Orientierungen. Zeitschrift zur Kultur Asiens. 1/2002, Bonn 2002, hrsg. von Berthold Damshäuser und Wolfgang Kubin, ISSN 0936-4099.
- Kill the radio. englische Gedichtübertragungen von Harry Aveling, Arc Publications, London 2007, ISBN 1-904614-11-6.
- Live Sentences. englische Gedichtübertragungen von Harry Aveling, Indonesia Tera, Magelang 2004, ISBN 979-9375-98-3.
- Santa Rosa. englische Gedichtübertragungen von Harry Aveling, Indonesia Tera, Magelang 2005, ISBN 979-775-001-X.
- Herausgeberin und Nachdichtung: Martin Jankowski Indonesisches Sekundenbuch. Gedichte. zweisprachig (indonesisch-deutsch), übersetzt von Katrin Bandel, indonesische Nachdichtungen von Dorothea Rosa Herliany, Begleitwort von Goenawan Mohamad, Magelang (Java): Indonesiatera, 2006, ISBN 92-97750-01-X.
- Hochzeit der Messer. Gesammelte Gedichte von Dorothea Rosa Herliany. Nachdichtungen von Brigitte Oleschinski und Ulrike Draesner. Zweisprachige, von Doro Petersen illustrierte Ausgabe, Verlagshaus Berlin, 2015, ISBN 978-3-945832-09-7.